# Alain Delon

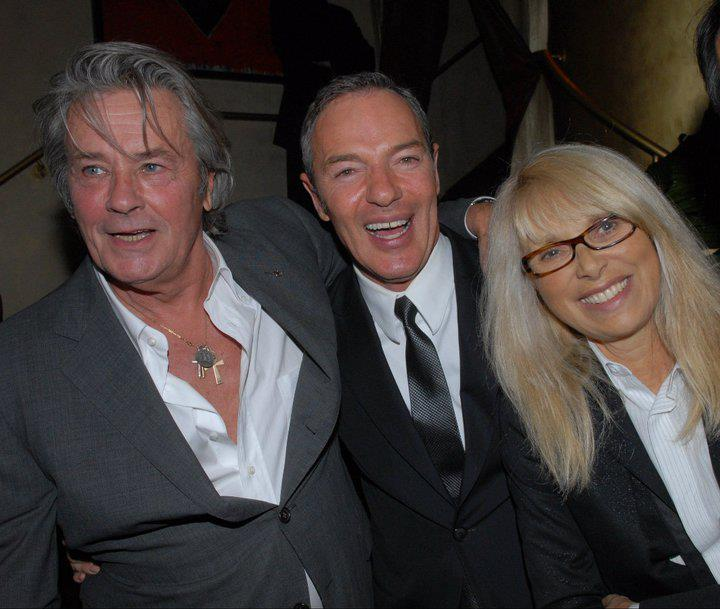
Alain Delon s Mireille Darcovou

Alain Delon (8. listopadu 1935 Sceaux – 18. srpna 2024 Douchy-Montcorbon) byl francouzský filmový a divadelní herec, oceněný Césarem. Již ve věku 23 let se stal filmovou hvězdou velikosti Gérarda Philipa nebo Jeana Maraise. Byl dokonce nazýván Brigitte Bardotovou v mužském provedení. Během své zářivé kariéry spolupracoval s nejznámějšími filmovými režiséry, jakými byli Luchino Visconti, Jean-Luc Godard, Jean-Pierre Melville, Michelangelo Antonioni nebo Louis Malle.
Delon získal v roce 1999 švýcarské státní občanství a obchodní společnost, spravující produkty a díla prodávaná pod jeho jménem, sídlí v Ženevě.

## Život
Alain Fabien Maurice Marcel Delon se narodil ve Sceaux nad Seinou (nyní Hauts-de-Seine) na předměstí Paříže. Jeho rodiče Edith a Fabien Delonovi se rozvedli, když byly Alainovi čtyři roky. Oba rodiče pak vstoupili do dalších manželství – Alain měl tedy jednu nevlastní sestru a dva nevlastní bratry. Ještě jako chlapec byl zapsán do římskokatolické internátní školy – jako první z mnoha škol, ze kterých byl později vždy vyloučen pro špatné chování. Učitelé se nicméně mnohokrát snažili Alaina přesvědčit, aby díky svým nesporným vlohám k náboženským studiím vstoupil do kněžského stavu.
Ve 14 letech Alain opustil církevní internátní školu a nějaký čas pracoval v řeznickém obchodě svého nevlastního otce. Po třech letech byl ale odveden k francouzskému námořnictvu a v letech 1953–1954 sloužil u fusilier marin v první indočínské válce. Sám Delon ale později uvedl, že ze čtyř let své vojenské služby strávil 11 měsíců ve vězení pro časté porušování disciplíny. Nakonec byl v roce 1956 odvelen zpět do Francie a propuštěn z armády. Zůstal v té době zcela bez peněz a musel přijmout jakoukoliv práci. Pracoval proto například i jako číšník, vrátný, sekretář nebo obchodní úředník. Během této doby se pak zcela náhodně seznámil s herečkou Brigitte Auberovou a absolvoval s ní cestu na filmový festival v Cannes, kde později začala i jeho hvězdná kariéra.
Původně se měla stát jeho první životní partnerkou herečka Romy Schneiderová. S ní se herec seznámil v roce 1958 při natáčení filmu Kristýna a 20. března 1959 se dokonce oficiálně zasnoubili. Již v době zasnoubení měl ale Alain milostnou aféru s německou herečkou a zpěvačkou Nico a 11. srpna 1962 se jim narodil syn Ari (Christian Aaron Boulogne). Ari pak byl ale většinou vychováván Alainovými rodiči. Zasnoubení s Romy Schneiderovou bylo zrušeno v prosinci roku 1963 a herečku velmi citelně zasáhlo – chtěla po rozchodu dokonce spáchat sebevraždu.
Dne 13. srpna 1964 se Delon oženil s francouzskou herečkou Nathalií Barthelémyovou (vlastním jménem Francine Canovas, 1941–2021). Jejich syn, Anthony Delon, později také herec, se narodil v Los Angeles 30. září téhož roku. Toto manželství však trvalo necelých pět let a skončilo 14. února 1969 rozvodem.
V roce 1968 během natáčení filmu Jeff se Delon setkal s francouzskou herečkou Mireille Darcovou a žil s ní potom téměř 15 let až do roku 1984. K roku 1968 se také váže největší hercův soukromý skandál. V lese nedaleko jeho nemovitosti v Élancourtu u Paříže byl nalezen mrtvý jeden z osobních bodyguardů – Stevan Markoviċ – se střelnou ranou v hlavě. Z vraždy byl jako spoluviník obviněn také Delonův přítel, korsický gangster François Marcantoni. Také Delona držela policie ve vyšetřovací vazbě v souvislosti s tímto případem, ačkoliv byl v době spáchání vraždy v Saint Tropez a nikoliv v Paříži. Rovněž hercova tehdejší manželka Nathalie byla vyslýchána policií.
V roce 1987 se herec setkal při natáčení videoklipu ke své písni Comme au cinèma s holandskou modelkou Rosalií van Breemen a zde vznikl jejich pozdější vztah završený svatbou. Společně pak měli dvě děti: dceru Anouchku (* 1990) a syna Alaina-Fabiena (* 1994). Manželství však také skončilo rozvodem v říjnu 2002.

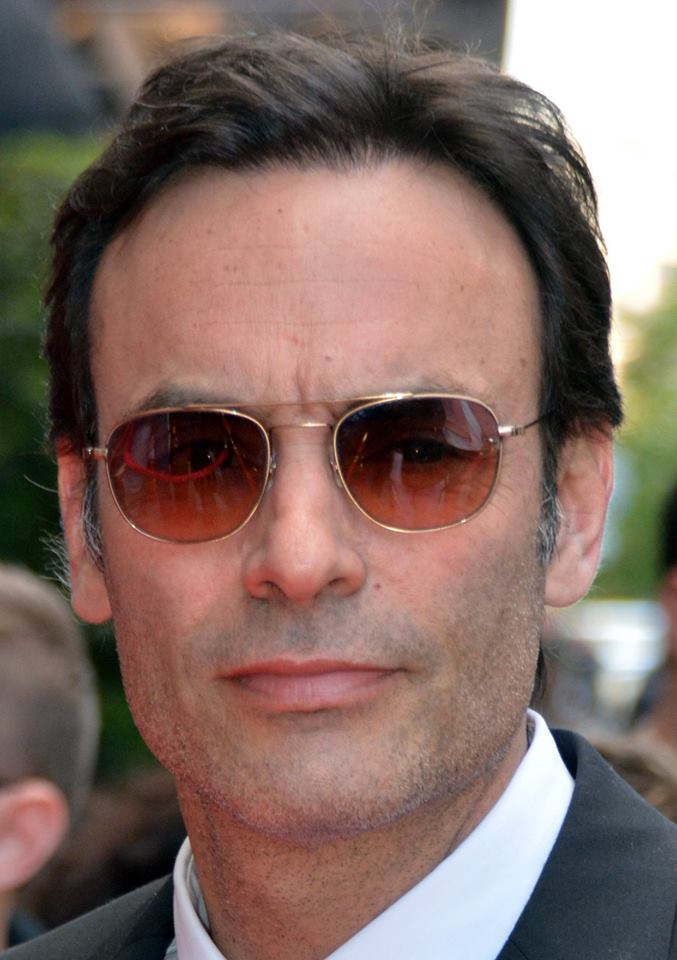
Syn Anthony Delon (* 1964)
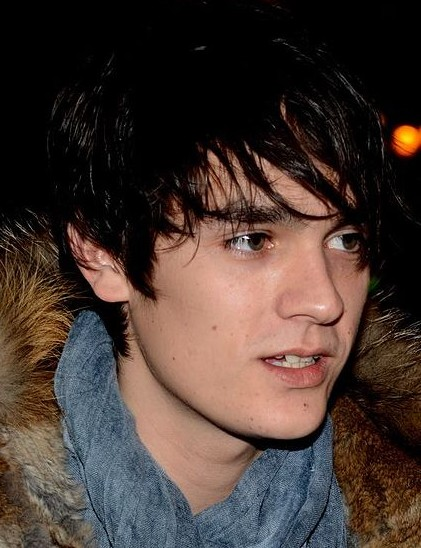
Syn Alain-Fabien Delon (* 1994)
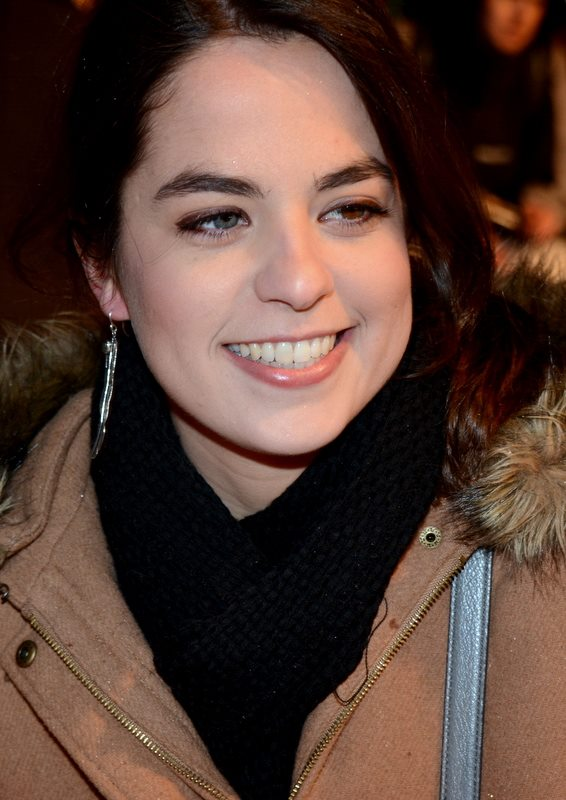
Dcera Anouchka Delon (* 1990)

### Osobní názory
Některé jeho osobní názory vyvolaly značné kontroverze, a to zejména výrok z roku 2013, kterým protestoval proti adopcím dětí homosexuály. Delon byl rovněž osobním přítelem politika Jeana-Marie Le Pena; Národní frontu v minulosti také veřejně podpořil. Ve velkém rozhovoru pro týdeník Paris-Match v roce 2018 vyjádřil velké znechucení ze současné doby obecně. Některá z těchto vyjádření vyústila v petici proti jeho ocenění čestnou Zlatou palmou na Filmovém festivalu v Cannes v roce 2019; tuto petici podepsalo více než 20 tisíc lidí, zejména z USA.

## Umělecká kariéra
V Cannes si Alaina Delona všiml lovec hereckých talentů David O. Selznick a po úspěšných kamerových zkouškách nabídl Alainovi velkou smlouvu. Ovšem s podmínkou, že se herec naučí anglicky. Delon se tedy ihned po návratu do Paříže začal tento jazyk intenzivně učit. Když se ale zanedlouho setkal s francouzským režisérem Yvesem Allégretem, ten ho přesvědčil, aby svoji filmovou kariéru začal přece jenom ve Francii. David Selznick později dovolil Delonovi zrušit již podepsaný kontrakt. A tak herec debutoval v roce 1957 v Allégretově filmu Quand la femme s'en mêle (Když se do něčeho plete žena).
V roce 1958 se herec objevil poprvé po boku herečky Romy Schneiderové ve filmu Kristýna (Christine). S Romy Schneiderovou mj. 6 let žil a 20. března 1959 se s ní dokonce zasnoubil. V roce 1959 mohl herec poprvé ukázat také svůj veseloherní talent ve filmu Faibles femmes (Slabé ženy). To byl také první Delonův film, promítaný v USA, a hned napoprvé s velkým úspěchem.
V roce 1960 se Delon objevil nejprve ve filmu V plném slunci (Plein soleil) režiséra Reného Clémenta. Zde hrál hlavní postavu Toma Ripleyho a sklidil za ni velkou pochvalu kritiky. Následně se pak v témže roce objevil společně s Annie Girardotovou ve slavném filmovém díle Rocco a jeho bratři italského režiséra Luchina Visconti. Kritika tento film přijala opět velmi dobře a Delonův herecký výkon byl často hodnocen v superlativech (například Bosley Crowther z listu The New York Times nebo John Beaufort z listu Christian Science Monitor). Beaufort dokonce napsal, že „… reálnost a věrohodnost ironických tragédií v příběhu propůjčuje filmu právě Roccova zničující opravdovost v podání Alaina Delona“. Film získal zvláštní cenu poroty na festivalu v Benátkách v roce 1961. Další zvláštní cenu poroty, a to na festivalu v Cannes v roce 1962, získal také film Zatmění (L’Éclipse) režiséra Michelangela Antonioniho, kde hrál Delon hlavní roli.
Svůj divadelní debut si Alain Delon odbyl v roce 1961 v Paříži, a to ve hře Johna Forda Jaká škoda, že ona je kurtizána!. Hrál zde jednu ze dvou hlavních rolí, a to opět po boku Romy Schneiderové. Produkci hry řídil Luchino Visconti. Jmenovitě s Viscontim pak spolupracoval Delon ještě v roce 1963 na historickém filmu Gepard (Le Guépard), kde si zahrál společně s Claudií Cardinalovou a Burtem Lancasterem. Film získal Zlatou palmu na festivalu v Cannes. Dalším hercovým úspěšným filmem tohoto roku se pak stal snímek Melodie podzemí (Mélodie en sous-sol) režiséra Henriho Verneuila, kde si Delon zahrál s Jeanem Gabinem. Film získal v USA cenu Zlatý glóbus pro nejlepší cizojazyčný film.
V roce 1964 uspořádala společnost Cinémathèque française přehlídku Delonových filmů a herec v této době také založil společně s Georgesem Beaumem novou produkční společnost DelBean Production. Společně pak produkovali film L'insoumis (Vzpurný, 1964). V roce 1968 však Delon založil vlastní produkční společnost Adel a hrál i v jejím prvním filmu Jeff (1969). Tam byla jeho filmovou partnerkou herečka Mireille Darcová, známá českým divákům například z komedií s Pierrem Richardem o velkém blondýnovi. S Mireille Darcovou Delon také 15 let (do roku 1984) žil. Na úspěšného Jeffa navázal hned o rok později film Borsalino, který se stal ve Francii do té doby komerčně nejúspěšnějším filmem a v němž si zahrál i populární Jean-Paul Belmondo. Koncem 60. let spolupracoval herec také s režisérem Jeanem-Pierrem Melvillem a hrál v jeho filmech Samuraj (Le Samourai, 1967), Červený kruh (Le cercle rouge, 1970) a Policajt (Un flic, 1972).
V roce 1973 nahrál Alain Delon duet s francouzskou populární popovou zpěvačkou Dalidou. Písnička Paroles, paroles (Řeči, řeči) byla úspěšná nejen ve Francii, ale i v zahraničních hitparádách. V tomto roce vznikl úspěšný film Dva muži ve městě (Deux hommes dans le ville), kde si Delon zahrál s krásnou Mimsy Farmerovou a již potřetí s Jeanem Gabinem (po Melodii podzemí a Sicilském klanu). Režisérem filmu byl José Giovanni.
V roce 1975 si herec zahrál populárního maskovaného hrdinu Zorra ve stejnojmenné filmové verzi režiséra Duccia Tessariho. O rok později pak zazářil v hlavní roli filmu Pan Klein (Monsieur Klein), kde využil příležitosti přidat do svého hereckého výkonu i psychologický rozměr. Film získal tři ocenění César, mimo jiné i za nejlepší film.
Během druhé poloviny 70. let a počátkem 80. let se Alain Delon objevil v mnoha akčních filmech, kde hrál buď role jednoznačně kladných hrdinů, nebo naopak protikladných až tragických postav: Povídka o policajtovi (Flic Story, 1975), Comme un boomerang (Jako bumerang, 1976), Smrt darebáka (Mort d’un pourri, 1977) nebo Tři muži na zabití (Trois hommes à abbatre, 1980). V roce 1980 přišla také jedna z hlavních rolí v americkém katastrofickém filmu Concorde – Letiště 1979 společnosti Universal Pictures, který zaznamenal velký komerční úspěch a kde si herec zahrál s Robertem Wagnerem a Bibi Anderssonovou. V roce 1981 natočil Delon ve vlastní produkci také film Kdo nastaví kůži (Pour la peau d’un flic).
V roce 1984 získal Alain Delon Césara pro nejlepšího herce za svoji roli ve filmu Bertranda Bliera Náš příběh (Notre histoire). Zde ztvárnil vynikajícím způsobem aristokrata barona de Charlus a zahrál si s půvabnou herečkou Nathalií Bayeovou. V témže roce se herec objevil ještě v mírně komické roli ve filmu Swannova láska (Swann in Love) natočeném podle románu Marcela Prousta, kde hrál společně s italskou herečkou Ornellou Mutiovou a hercem Jeremym Ironsem.
V dalším období 80. a pak 90. let ale překvapivě následovala v hercově kariéře řada kasovních „propadáků“, vrcholící naprostým neúspěchem filmu Poloviční šance (Une chance sur deux, 1997) režiséra Patrice Leconteho, kde si Delon potřetí zahrál s Jean-Paulem Belmondem. V témže roce tedy Alain Delon ohlásil ukončení své filmové herecké kariéry a nadále přijímal již jen příležitostné menší role.
V roce 2003 uvedlo divadlo Waltera Reada (Walter Reade Theater) úspěšnou přehlídku Delonových filmů pod titulem Muž ve stínu: filmy Alaina Delona.

## Vybraná filmografie
- Když se do něčeho plete žena (Quand la femme s’en mêle, 1957)
- Kristýna (Christine, 1958)
- Slabé ženy (Faibles femmes, 1959)
- V plném slunci (Plein Soleil, 1960)
- Rocco a jeho bratři (Rocco E I Suoi Fratelli, 1960)
- Zatmění (L’Éclipse, 1962)
- Melodie podzemí (Mélodie en sous-sol, 1963)
- Gepard (Il Gattopardo, 1963)
- Černý Tulipán (La Tulipe Noire, 1964)
- Kočky (Les Félins, 1964)
- Dobrodruzi (Les Aventuriers, 1967)
- Samuraj (Le Samourai, 1967)
- Sicilský klan (Le Clan des Siciliens, 1969)
- Jeff (1969)
- Bazén (La Piscine, 1969)
- Borsalino (Borsalino, 1970)
- Červený kruh (Le Cercle rouge, 1970)
- Krvavé slunce (Soleil Rouge, 1971)
- Policajt (Un Flic, 1972)
- Léčba šokem (Traitement de Choc, 1973), režie Alain Jessua : doktor Devilers
- Dva muži ve městě (Deux Hommes Dans le Ville, 1973)
- Ledová ňadra (Les Seins de Glace, 1974)
- Borsalino a spol. (Borsalino & Co., 1974)
- Povídka o policajtovi (Flic Story, 1975)
- Pan Klein (Monsieur Klein, 1976)
- Smrt darebáka (Mort d’un Pourri, 1977)
- Vojenský lékař (Le Toubib,1979)
- Concorde – Letiště 1979 (The Concorde... Airport '79,1979)

- Tři muži na zabití (Trois hommes à abattre, 1980)
- Teherán 43 (Teheran 43, 1981)
- Kdo nastaví kůži (Pour la peau d'un flic, 1981, Delon i režíroval)
- Swannova láska (Un amour de Swann, 1984)
- Bojovník (Le Battant, 1983, Delon i režíroval)
- Náš příběh (Notre Histoire, 1984, Delon získal Césara pro nejlepšího herce)
- Nová vlna (Nouvelle Vague, 1990)
- Návrat Casanovy (Le Retour de Casanova, 1992)
- Poloviční šance (Une chance sur deux, 1997)
- Fabio Montale (2001, televizní seriál)
- Frank Riva (2003–2004, televizní seriál)
- Asterix a Olympijské hry (2008)

### Ocenění
- 1962 – Zvláštní cena poroty na festivalu v Cannes pro film Zatmění
- 1963 – Zlatá palma na festivalu v Cannes pro film Gepard (Le guépard / Il gattopardo)
- 1963 – americký Zlatý glóbus pro nejlepší cizojazyčný film (Melodie podzemí)
- 1976 – César pro nejlepší film za film Pan Klein, hlavní role
- 1985 – César pro nejlepšího herce za roli garážmistra Roberta Avranchese ve filmu Náš příběh režiséra Bertranda Bliera
- 21. února 1991 – jmenování rytířem francouzské Čestné legie
- 2005 – povýšení do hodnosti důstojníka Čestné legie za osobní přínos světovému filmovému umění; akt provedl osobně tehdejší prezident Francouzské republiky Jacques Chirac
- 2019 – čestná Zlatá palma za celoživotní dílo[5]